# Huperzia vanikorensis
Huperzia vanikorensis là một loài thực vật có mạch trong Họ Thạch tùng. Loài này được (Copel.) Holub mô tả khoa học đầu tiên năm 1985.